# Estació de Balenyà-Tona-Seva
Balenyà-Tona-Seva és una estació de ferrocarril propietat d'adif situada a la població de Sant Miquel de Balenyà de Seva, entre els nuclis urbans de Tona i Seva, a la comarca d'Osona. L'estació es troba a la línia Barcelona-Ripoll per on circulen trens de la línia R3 de Rodalies de Catalunya operat per Renfe Operadora.
Aquesta estació de l'antiga línia de Barcelona a Sant Joan de les Abadesses (actualment el tram Ripoll - Sant Joan és una via verda) va entrar en servei l'any 1875 quan es va obrir el tram entre Granollers i Vic.
L'any 2016 va registrar l'entrada de 58.000 passatgers.

## Serveis ferroviaris
| Rodalia de Barcelona      |                       |       |      |                        |
| Procedència/Destinació    | <                     | Línia | >    | Procedència/Destinació |
| L'Hospitalet de Llobregat | Balenyà-Els Hostalets |       | Vic¹ | Vic¹                   |

¹ Els regionals cadenciats direcció Ripoll / Ribes de Freser / Puigcerdà / La Tor de Querol no efectuen parada en aquesta estació.